# D12
D12 – amerykańska grupa muzyczna powstała w 1996 roku w Detroit z inicjatywy rapera Deshauna "Proof" Holtona. Zespół powołany został mając na celu zrzeszanie okolicznych raperów. "Proof" do współpracy zaprosił takich raperów jak Bizarre, Eminem, Kuniva, Swift oraz Kon Artis. Zespół znany jest również pod nazwą The Dirty Dozen (ang. parszywa dwunastka) – czyli 6 członków zespołu i alter ego każdego z nich.
Założeniem pomysłodawcy była pomoc w "wybiciu się" reszcie w przypadku, gdy któremuś z członków zespołu uda się odnieść sukces komercyjny. Pierwszym członkiem grupy, który odniósł sukces był Eminem, który został zauważony przez Dr. Dre, po czym podpisał kontrakt z Aftermath/Interscope. Tuż po debiucie solowym rapera zatytułowanym The Slim Shady LP, raper wraz z D12 wydał w 2001 roku album pt. Devil's Night, który odniósł komercyjny sukces osiągając kilkusettysięczny nakład. 27 kwietnia 2004 roku D12 wydało swój drugi studyjny album D12 World. 21 maja 2008 roku grupa wydała mixtape Return of The Dozen Vol. 1.
4 marca 2010 rozpoczęły się prace nad trzecim studyjnym albumem D12 Natural Born Killers. W kwietniu 2011 do składu D12 dołączył Fuzz Scoota. 12 kwietnia 2011 roku został wydany mixtape pt. Return of The Dozen Vol. 2.
Kon Artis i Bizzare opuścili zespół w 2012 lecz wrócili w 2014
Na dziesiątej płycie Eminema pojawił się numer "Stepping Stone", w którym rozlicza się z D12, jednocześnie twierdząc na koniec, że to koniec grupy. Wielu też twierdzi, że grupa rozpadła się po śmierci Proofa.

## Dyskografia

### Albumy
| Rok  | Album                                                                                                | Pozycja na liście | Pozycja na liście | Pozycja na liście | Pozycja na liście | Pozycja na liście | Pozycja na liście | Pozycja na liście | Pozycja na liście | Pozycja na liście | Pozycja na liście | Sprzedaż      | Certyfikaty                                                     |
| Rok  | Album                                                                                                | US 200            | US R&B            | AUS               | BEL               | CAN               | GER               | NZ                | SWE               | SWI               | UK                | Sprzedaż      | Certyfikaty                                                     |
| ---- | --- | ----------------- | ----------------- | ----------------- | ----------------- | ----------------- | ----------------- | ----------------- | ----------------- | ----------------- | ----------------- | ------------- | --------------------------------------------------------------- |
| 2001 | Devil's Night - Data: 26 czerwca 2001 - Wydawca: Interscope, Shady (490897) - Format: CD, CS, MD, LP | 1                 | 1                 | 4                 | 5                 | 1                 | 5                 | 4                 | 9                 | 7                 | 1                 | - US: 2,1 mln | - US: 2x platyna - AUS: platyna - CAN: 3× platyna - NZ: platyna |
| 2004 | D12 World - Data: 27 kwietnia 2004 - Wydawca: Interscope, Shady (000240401) - Format: CD, CS, MD, LP | 1                 | 1                 | 2                 | 9                 | 1                 | 2                 | 1                 | 6                 | 3                 | 1                 | - US: 1,9 mln | - US: 2× platyna - AUS: platyna - NZ: platyna                   |

### Kompilacje
| 2006                           | Eminem Presents: The Re-Up - Data: 4 grudnia 2006 - Wydawca: Interscope, Shady (8502) - Format: CD, MD, LP | 2 | 2 | 17 | 44 | 2 | 15 | 1 | — | 9 | 3 | - US: 1,1 mln - WW: 1,6 mln+ | - US: platyna - AUS: złoto - IRE: platyna - NZ: 2× platyna - UK: złoto |
| "—" pozycja nie była notowana. | |   |   |    |    |   |    |   |   |   |   |                              |                                                                        |

### Single
| 2001                           | "Shit on You"  | —  | —  | 77 | 17 | 8  | 12 | 32 | 25 | 21 | 10 | —                          | Devil's Night (Limited Edition) |
| 2001                           | "Purple Pills" | 19 | 21 | 3  | 8  | 39 | 2  | 17 | 5  | 25 | 2  | - AUS: złoto               | Devil's Night                   |
| 2001                           | "Fight Music"  | —  | —  | 27 | 40 | 38 | 16 | —  | —  | 51 | 11 | —                          | Devil's Night                   |
| 2004                           | "My Band"      | 6  | 26 | 1  | 9  | 2  | 2  | 1  | 9  | 3  | 2  | - US: złoto - AUS: platyna | D12 World                       |
| 2004                           | "How Come"     | 27 | 68 | 4  | 15 | 15 | 4  | 6  | 42 | 17 | 4  | - US: złoto                | D12 World                       |
| "—" pozycja nie była notowana. |                |    |    |    |    |    |    |    |    |    |    |                            |                                 |

## Teledyski
| Rok  | Tytuł                          | Reżyseria                 |
| ---- | ------------------------------ | ------------------------- |
| 2000 | "I'll Shit on You"             | Estevan Oriol             |
| 2001 | "Purple Hills"                 | Joseph Kahn               |
| 2001 | "Fight Music"                  | Marc Klasfeld             |
| 2004 | "My Band"                      | Phillip G. Atwell, Eminem |
| 2004 | "How Come"                     | Davy Duhamel              |
| 2004 | "40 Oz."                       | Davy Duhamel              |
| 2004 | "U R the One"                  | Davy Duhamel              |
| 2004 | "Git Up"                       |                           |
| 2011 | "KillZone"                     |                           |
| 2011 | "I Made It"(feat. Trick-Trick) |                           |